# Tajna przesyłka
Tajna przesyłka (tytuł oryg. Subterfuge) – amerykański film fabularny (film akcji) z 1996 roku. Gwiazdami projektu są Matt McColm oraz Jason Gould, syn Elliotta Goulda i Barbry Streisand. Ze względu na przemoc, sceny tortur i wyuzdaną seksualność film uzyskał od MPAA klasyfikację R, a w Polsce, jak i większej części Europy, dozwolony jest od 15. roku życia. Polskim dystrybutorem filmu była spółka Vision.

## Obsada
- Matt McColm − Jonathan Slade
- Jason Gould − Alfie Slade
- Richard Brake − Pierce Tencil
- Amanda Pays − Alexandra "Alex" Balin
- Glynn Turman − Stallworth Hubbs
- Ben Hammer − Vladimire Tiomkin